# Tamar, Davids dotter
Tamar var en kvinna i Gamla testamentet, dotter till kung David och syster till Absalom. Hon blev våldtagen av sin halvbror Amnon. Våldtäkten ledde till att Absalom mördade sin halvbror Amnon för att hämnas sin syster.